# Mohammed Aouad
Mohammed Aouad (arabisch محمد عواد, DMG Muḥammad ʿAwwād; * 13. Januar 1922 in Salé; † 22. Februar 2007) war ein marokkanischer Politiker und Diplomat.

## Leben
Mohammed Aouad absolvierte nach dem Besuch der Grundschule in Salé sowie des collège Moulay Youssef in Rabat ein Studium der arabischen Sprache und Rechtswissenschaft an der Universität von Paris. Er war Generaldirektor im königlichen Kabinett von König Mohammed V. und war zwischen 1957 und 1958 als Botschafter in Spanien akkreditiert. In der Regierung von Premierminister Ahmed Balafrej war er zwischen dem 12. Mai und dem 3. Dezember 1958 Minister für Post, Telegrafen- und Telefonwesen (Ministre des Postes, télégraphes et téléphones). Im Anschluss fungierte er vom 24. Dezember 1958 bis zum 21. Mai 1960 als Minister für nationale Verteidigung (Ministre de la Défense nationale) im Kabinett von Abdallah Ibrahim. Zugleich war er von 1959 bis 1960 abermals Minister für Post, Telegrafen- und Telefonwesen.
Aouad war zudem zwischen 1962 und 1964 Botschafter in Algerien sowie danach von 1964 bis 1967 Botschafter in Tunesien. Am 22. Januar 1980 wurde er Berater von König Hassan II. sowie ebenfalls 1980 auch Mitglied des Regentschaftsrates.